# 15e conseil des ministres du Canada
Ne doit pas être confondu avec gouvernement Bennett.
Le 15e conseil des ministres du Canada fut formé du cabinet durant le gouvernement de Richard Bedford Bennett. Ce conseil fut en place du 7 août 1930 au 23 octobre 1935, formant la 17e législature. Ce gouvernement fut dirigé par le Parti conservateur du Canada. 

## Conseils des ministres et membre du cabinet
- Premier ministre du Canada

1. 1930-1935 Richard Bedford Bennett

- Secrétaire d'État aux Affaires extérieures

1. 1930-1935 Richard Bedford Bennett

- Superintendant général des Affaires indiennes

1. 1930-1935 Thomas Gerow Murphy

- Ministre de l'Agriculture

1. 1930-1930 Vacant
2. 1930-1935 Robert Weir

- Ministre des Chemins de fer et Canaux

1. 1930-1935 Robert James Manion

- Ministre du Commerce

1. 1930-1934 Henry Herbert Stevens
2. 1934-1934 Vacant
3. 1934-1935 Richard Burpee Hanson

- Président du Conseil privé

1. 1930-1935 Richard Bedford Bennett

- Ministre de la Défense nationale

1. 1930-1934 Donald Matheson Sutherland
2. 1934-1935 Grote Stirling

- Ministre des Finances et Receveur général

1. 1930-1932 Richard Bedford Bennett
2. 1932-1935 Edgar Nelson Rhodes (Sénateur)

- Ministre de l'Immigration et de la Colonisation

1. 1930-1932 Wesley Ashton Gordon
2. 1932-1935 Wesley Ashton Gordon (Intérim)

- Ministre de l'Intérieur

1. 1930-1935 Thomas Gerow Murphy

- Ministre de la Justice et procureur général du Canada

1. 1930-1935 Hugh Guthrie
2. 1935-1935 Vacant
3. 1935-1935 George Reginald Geary

- Ministre de la Marine

1. 1930-1935 Alfred Duranleau
2. 1935-1935 Vacant
3. 1935-1935 Lucien Henri Gendron

- Ministre des Mines

1. 1930-1935 Wesley Ashton Gordon

- Ministre des Postes

1. 1930-1935 Arthur Sauvé
2. 1935-1935 Vacant
3. 1935-1935 Samuel Gobeil

- Ministre sans portefeuille

1. 1930-1935 John Alexander Macdonald (Sénateur)
2. 1930-1935 George Halsey Perley
3. 1932-1935 Arthur Meighen (Sénateur)
4. 1935-1935 Onésime Gagnon
5. 1935-1935 William Earl Rowe

- Ministre des Pêcheries

1. 1930-1932 Edgar Nelson Rhodes
2. 1932-1934 Alfred Duranleau (Sénateur)
3. 1934-1935 Grote Stirling (Intérim)
4. 1935-1935 William Gordon Ernst

- Ministre des Pensions et de la Santé nationale

1. 1930-1934 Murray MacLaren
2. 1934-1935 Donald Matheson Sutherland

- Ministre du Revenu national

1. 1930-1933 Edmond Baird Ryckman
2. 1933-1933 Vacant
3. 1933-1935 Robert Charles Matthews
4. 1935-1935 James Earl Lawson

- Secrétaire d'État du Canada

1. 1930-1935 Charles Hazlitt Cahan

- Solliciteur général du Canada

1. 1930-1935 Maurice Dupré

- Ministre du Travail

1. 1930-1932 Gideon Decker Robertson (Sénateur)
2. 1932-1935 Wesley Ashton Gordon

- Ministre des Travaux publics

1. 1930-1935 Hugh Alexander Stewart